# Mécrin
Mécrin est une commune française située dans le département de la Meuse, en région Grand Est.

## Géographie

### Situation
Village sur le ruisseau de Marbotte, à 8 km de Commercy. Il fait partie du parc naturel régional de Lorraine.

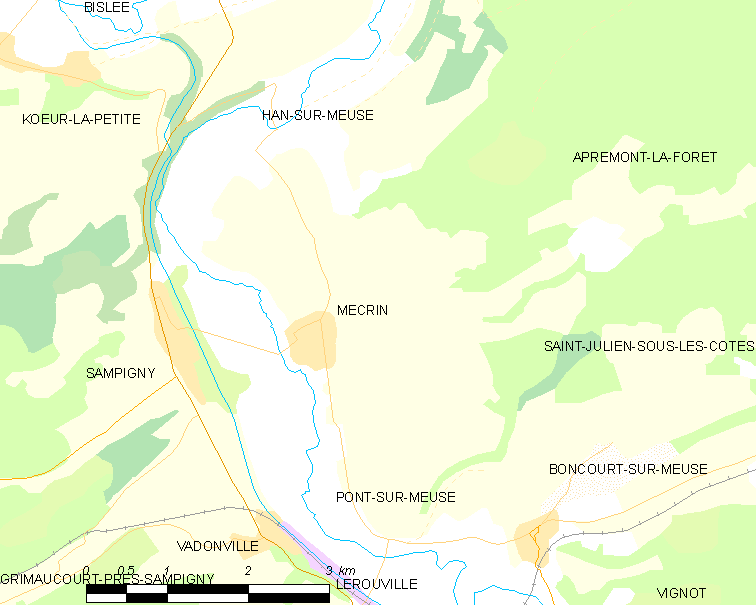
Carte de la commune.
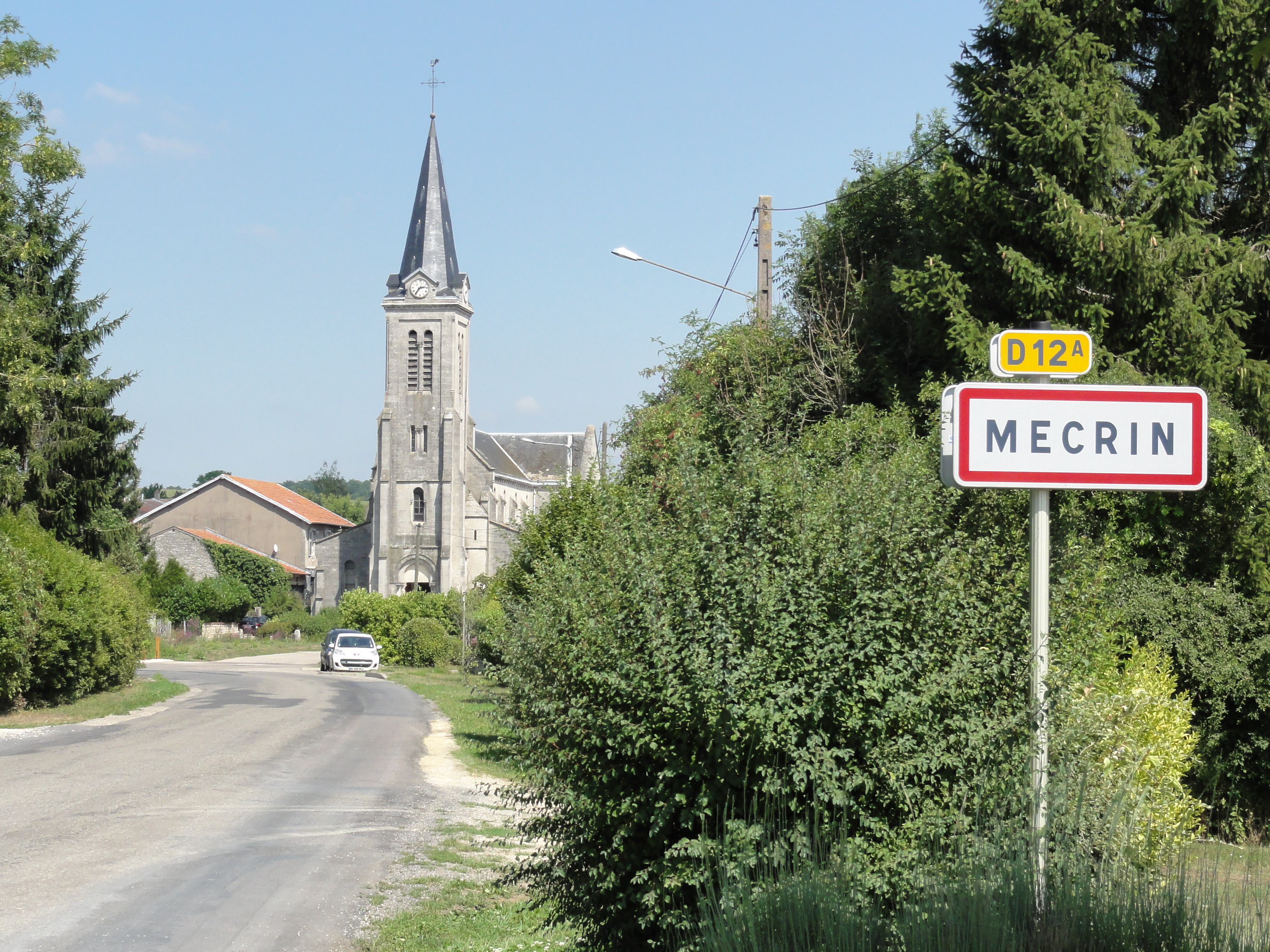
Entrée de Mécrin.

#### Communes limitrophes
| Kœur-la-Petite | Kœur-la-Petite | Han-sur-Meuse  |
| Sampigny       | Mécrin         | Pont-sur-Meuse |
| Sampigny       | Sampigny       | Pont-sur-Meuse |

### Hydrographie
La commune est dans le bassin versant de la Meuse au sein du bassin Rhin-Meuse. Elle est drainée par la Meuse, le ruisseau de Marbotte et le ruisseau de Mont,.
La Meuse, d'une longueur de 486 km, est un fleuve européen qui prend sa source en France, dans la commune du Châtelet-sur-Meuse, à 409 mètres d'altitude, et se jette dans la mer du Nord après un cours long d'approximativement 950 kilomètres traversant la France, la Belgique et les Pays-Bas. Les caractéristiques hydrologiques de la Meuse sont données par la station hydrologique située sur la commune de Saint-Mihiel. Le débit moyen mensuel est de 30,2 m3/s. Le débit moyen journalier maximum est de 530 m3/s, atteint lors de la crue du 11 avril 1983. Le débit instantané maximal est quant à lui de 658 m3/s, atteint le 31 décembre 2001.

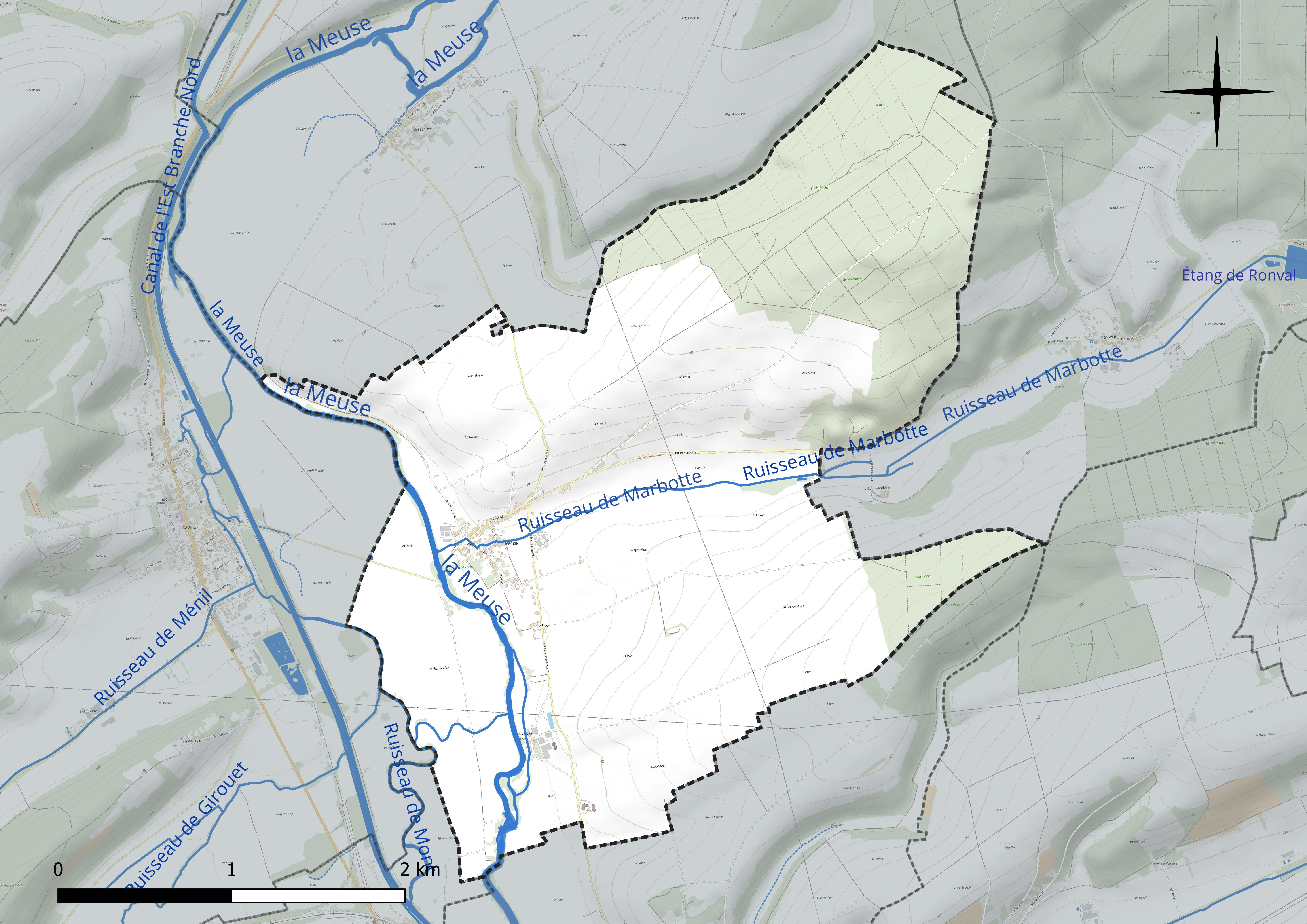
Réseau hydrographique de Mécrin.

### Climat
Pour des articles plus généraux, voir Climat du Grand Est et Climat de la Meuse.
En 2010, le climat de la commune est de type climat de montagne, selon une étude du Centre national de la recherche scientifique s'appuyant sur une série de données couvrant la période 1971-2000. En 2020, Météo-France publie une typologie des climats de la France métropolitaine dans laquelle la commune est exposée à un climat océanique altéré et est dans la région climatique  Lorraine, plateau de Langres, Morvan, caractérisée par un hiver rude (1,5 °C), des vents modérés et des brouillards fréquents en automne et hiver. 
Pour la période 1971-2000, la température annuelle moyenne est de 9,7 °C, avec une amplitude thermique annuelle de 16,2 °C. Le cumul annuel moyen de précipitations est de 948 mm, avec 13,5 jours de précipitations en janvier et 9,4 jours en juillet. Pour la période 1991-2020, la température moyenne annuelle observée sur la station météorologique de Météo-France la plus proche, « Erneville aux Bois_sapc », sur la commune d'Erneville-aux-Bois à 13 km à vol d'oiseau, est de 9,9 °C et le cumul annuel moyen de précipitations est de 1 021,5 mm. 
La température maximale relevée sur cette station est de 39,4 °C, atteinte le 25 juillet 2019 ; la température minimale est de −24,2 °C, atteinte le 18 février 1956,,. 
Les paramètres climatiques de la commune ont été estimés pour le milieu du siècle (2041-2070) selon différents scénarios d'émission de gaz à effet de serre à partir des nouvelles projections climatiques de référence DRIAS-2020. Ils sont consultables sur un site dédié publié par Météo-France en novembre 2022.

## Urbanisme

### Typologie
Au 1er janvier 2024, Mécrin est catégorisée commune rurale à habitat dispersé, selon la nouvelle grille communale de densité à sept niveaux définie par l'Insee en 2022.
Elle est située hors unité urbaine. Par ailleurs la commune fait partie de l'aire d'attraction de Commercy, dont elle est une commune de la couronne,. Cette aire, qui regroupe 19 communes, est catégorisée dans les aires de moins de 50 000 habitants,.

### Occupation des sols
L'occupation des sols de la commune, telle qu'elle ressort de la base de données européenne d’occupation biophysique des sols Corine Land Cover (CLC), est marquée par l'importance des territoires agricoles (71,5 % en 2018), en augmentation par rapport à 1990 (70,5 %). La répartition détaillée en 2018 est la suivante : 
terres arables (55,6 %), forêts (25,8 %), prairies (15,7 %), zones urbanisées (2,7 %), zones agricoles hétérogènes (0,1 %). L'évolution de l’occupation des sols de la commune et de ses infrastructures peut être observée sur les différentes représentations cartographiques du territoire : la carte de Cassini (XVIIIe siècle), la carte d'état-major (1820-1866) et les cartes ou photos aériennes de l'IGN pour la période actuelle (1950 à aujourd'hui).

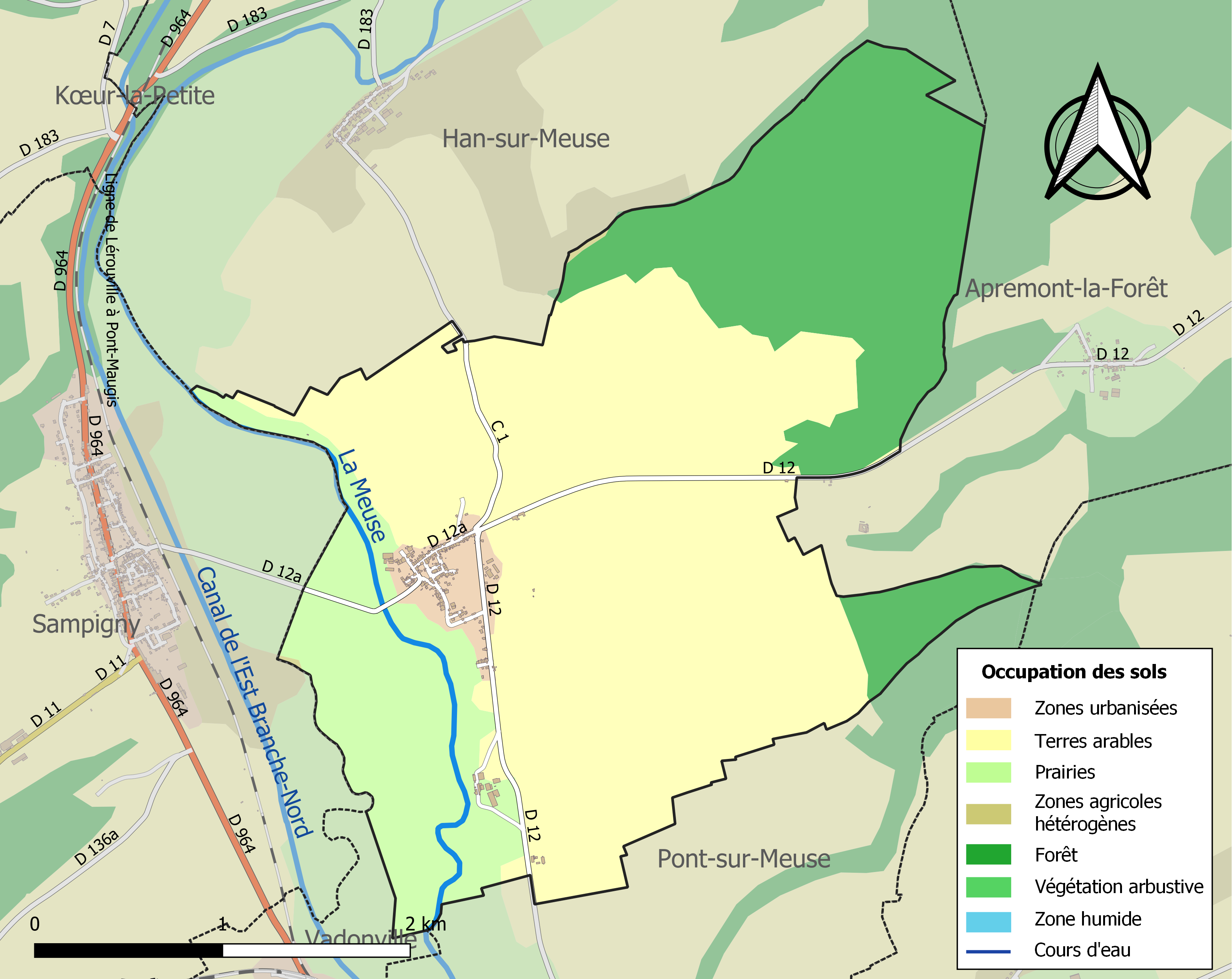
Carte des infrastructures et de l'occupation des sols de la commune en 2018 (CLC).

## Toponymie
Le nom de la commune a pour origine un nom de personne :  Mercurinus.
Anciens noms : Mesumbriga (812) ; Mercuringæ (IXe siècle) ; Mercrinia (921) ; Ecclesia de Micrignes (1226) ; Mescrines (1269) ; Mescrignes (1321) ; Mescringnes (1571) ; Mescrisnes (1607) ; Mescreigniæ (1642) ; Mescreignes (1642) ; Mescraigne (1656) ; Micrin (1700) ; Mecriniæ (1738) ; Mercuringa (1745) ; Mercrinii, Mescraignes (1749) ; Mécring, Mescring (1756) ; Mecrin (1793),.

## Histoire
Elle faisait partie du Barrois non mouvant avant 1790 (coutume, prévoté et bailliage de Saint-Mihiel).
Elle était rattachée au diocèse de Verdun (archidiaconé de la Rivière, doyenné d'Hattonchâtel).

## Politique et administration
| Période                                  | Période                   | Identité                                     | Étiquette | Qualité        |
| ---------------------------------------- | ------------------------- | -------------------------------------------- | --------- | -------------- |
| Les données manquantes sont à compléter. |                           |                                              |           |                |
| mars 2008                                | En cours (au 23 mai 2020) | Michel Mousty Réélu pour le mandat 2020-2026 |           | Ancien employé |

## Population et société

### Démographie
L'évolution du nombre d'habitants est connue à travers les recensements de la population effectués dans la commune depuis 1793. Pour les communes de moins de 10 000 habitants, une enquête de recensement portant sur toute la population est réalisée tous les cinq ans, les populations de référence des années intermédiaires étant quant à elles estimées par interpolation ou extrapolation. Pour la commune, le premier recensement exhaustif entrant dans le cadre du nouveau dispositif a été réalisé en 2006.

En 2022, la commune comptait 188 habitants, en évolution de −15,32 % par rapport à 2016 (Meuse : −4,4 %, France hors Mayotte : +2,11 %).
| 1793 | 1800 | 1806 | 1821 | 1831 | 1836 | 1841 | 1846 | 1851 |
| ---- | ---- | ---- | ---- | ---- | ---- | ---- | ---- | ---- |
| 425  | 440  | 439  | 469  | 470  | 475  | 495  | 488  | 496  |

| 1856 | 1861 | 1866 | 1872 | 1876 | 1881 | 1886 | 1891 | 1896 |
| ---- | ---- | ---- | ---- | ---- | ---- | ---- | ---- | ---- |
| 489  | 488  | 482  | 451  | 476  | 471  | 435  | 412  | 423  |

| 1901 | 1906 | 1911 | 1921 | 1926 | 1931 | 1936 | 1946 | 1954 |
| ---- | ---- | ---- | ---- | ---- | ---- | ---- | ---- | ---- |
| 407  | 389  | 380  | 226  | 297  | 317  | 312  | 307  | 332  |

| 1962 | 1968 | 1975 | 1982 | 1990 | 1999 | 2006 | 2011 | 2016 |
| ---- | ---- | ---- | ---- | ---- | ---- | ---- | ---- | ---- |
| 322  | 258  | 231  | 210  | 236  | 228  | 246  | 235  | 222  |

| 2021 | 2022 | - | - | - | - | - | - | - |
| ---- | ---- | - | - | - | - | - | - | - |
| 200  | 188  | - | - | - | - | - | - | - |

### Manifestations culturelles et festivités
Lieu du Swap meet (marché aux puces) et de la fête de la moto. Le Swap meet de Mécrin fête en 2017 son vingtième anniversaire.

## Culture locale et patrimoine

### Lieux et monuments
- Église Saint-Èvre, sous le patronage d'Èvre de Toul, d'architecture néo-romane et ornée de fresques de Duilio Donzelli.
- Monument aux morts paroissial dans l'église.
- Monument aux morts communal.
- Menhir de Mécrin, menhir érigé à l'époque néolithique au lieu-dit Sur Sard, inscrit au titre des monuments historiques depuis 2000[25],[26].

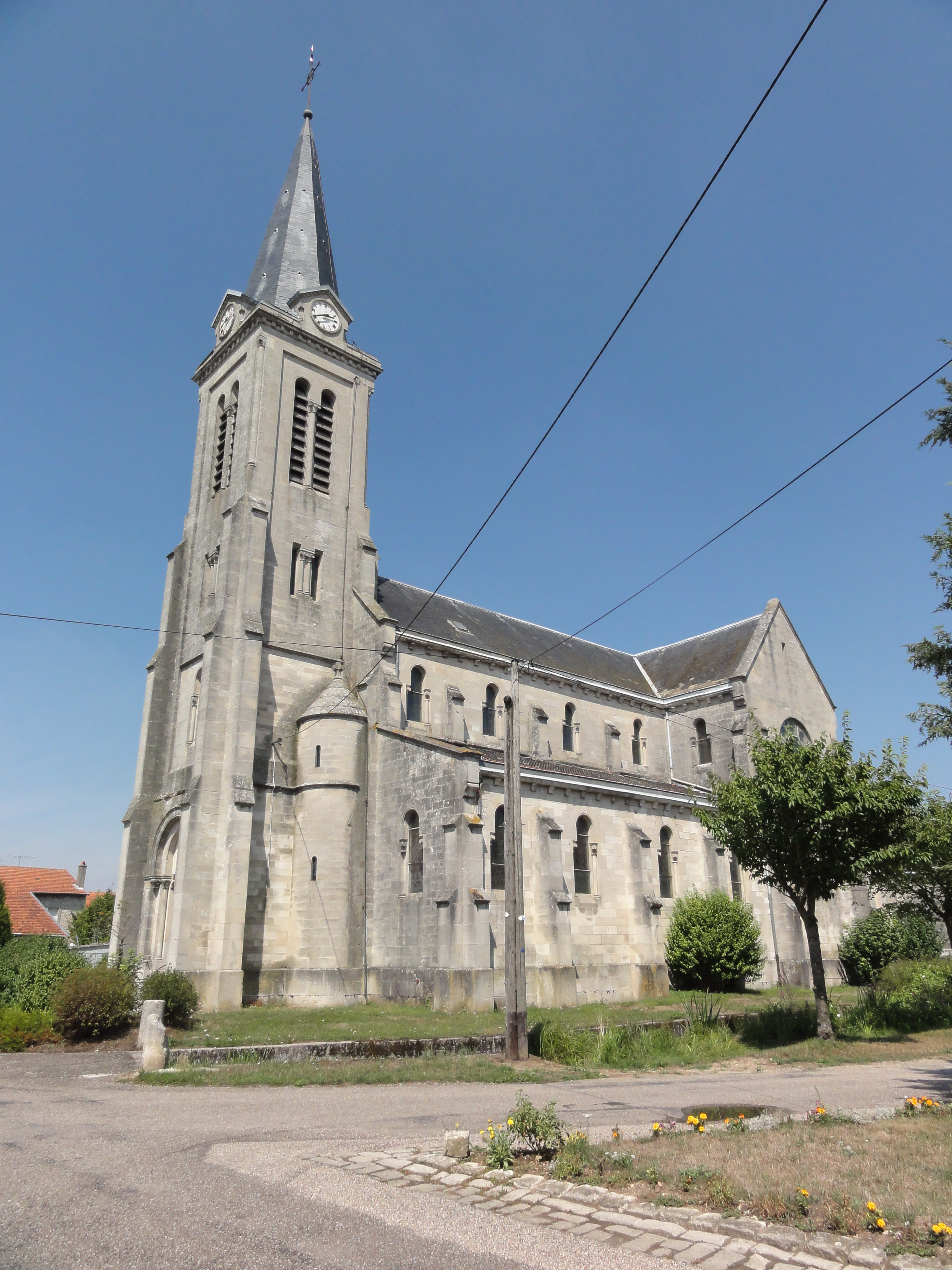
Église Saint-Èvre, extérieur.
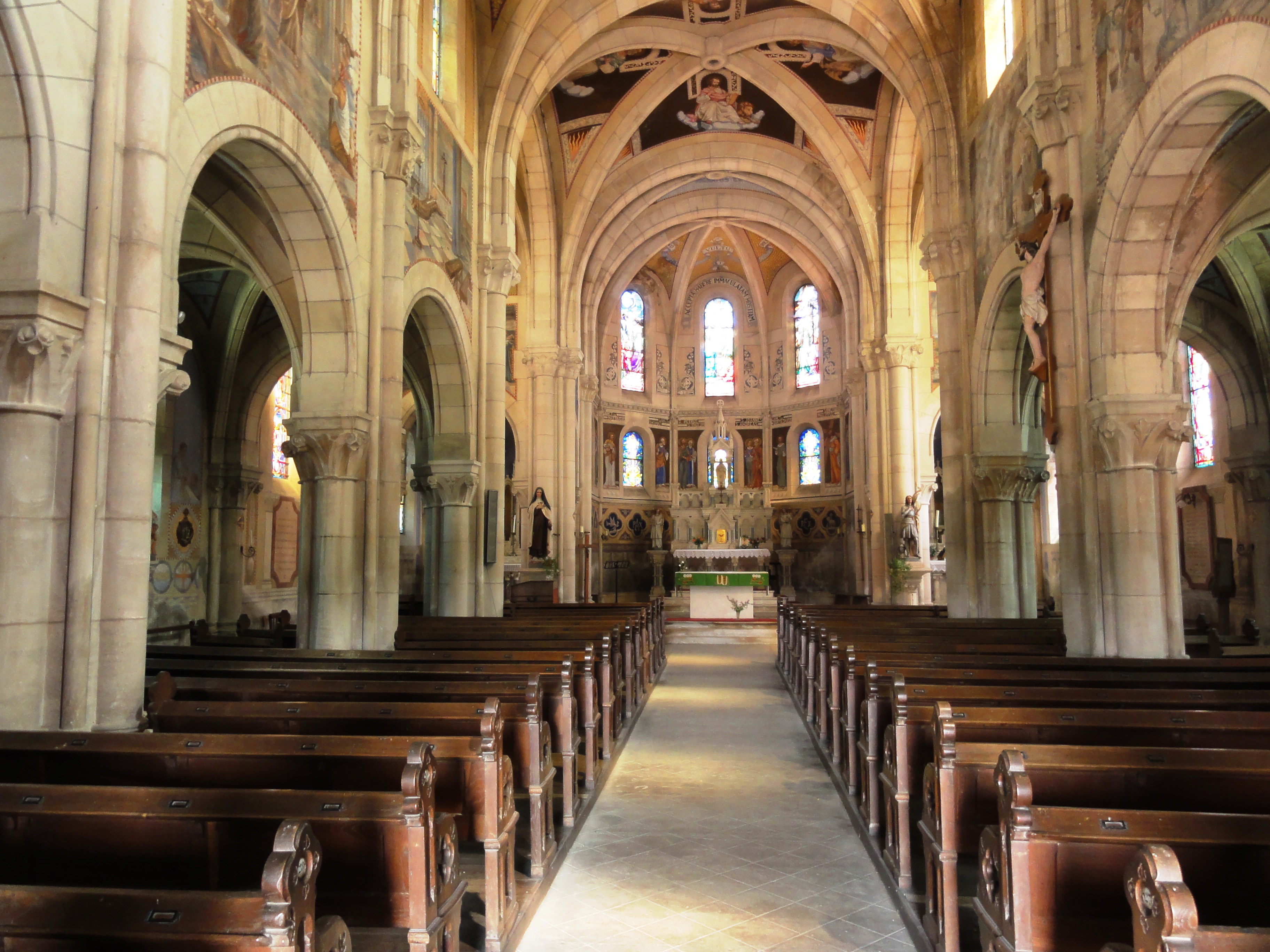
Église Saint-Èvre, intérieur.
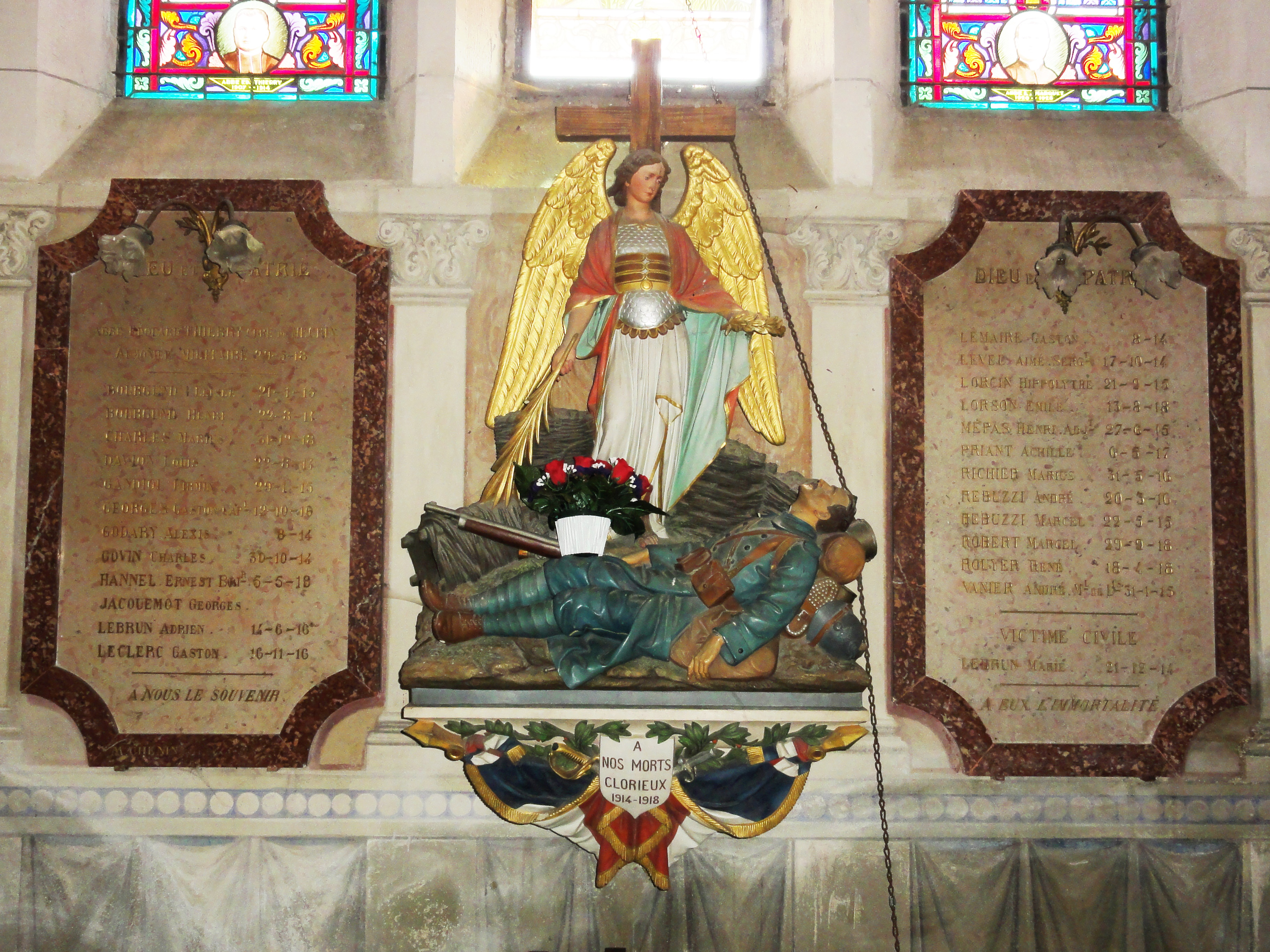
Monument aux morts dans l'église.
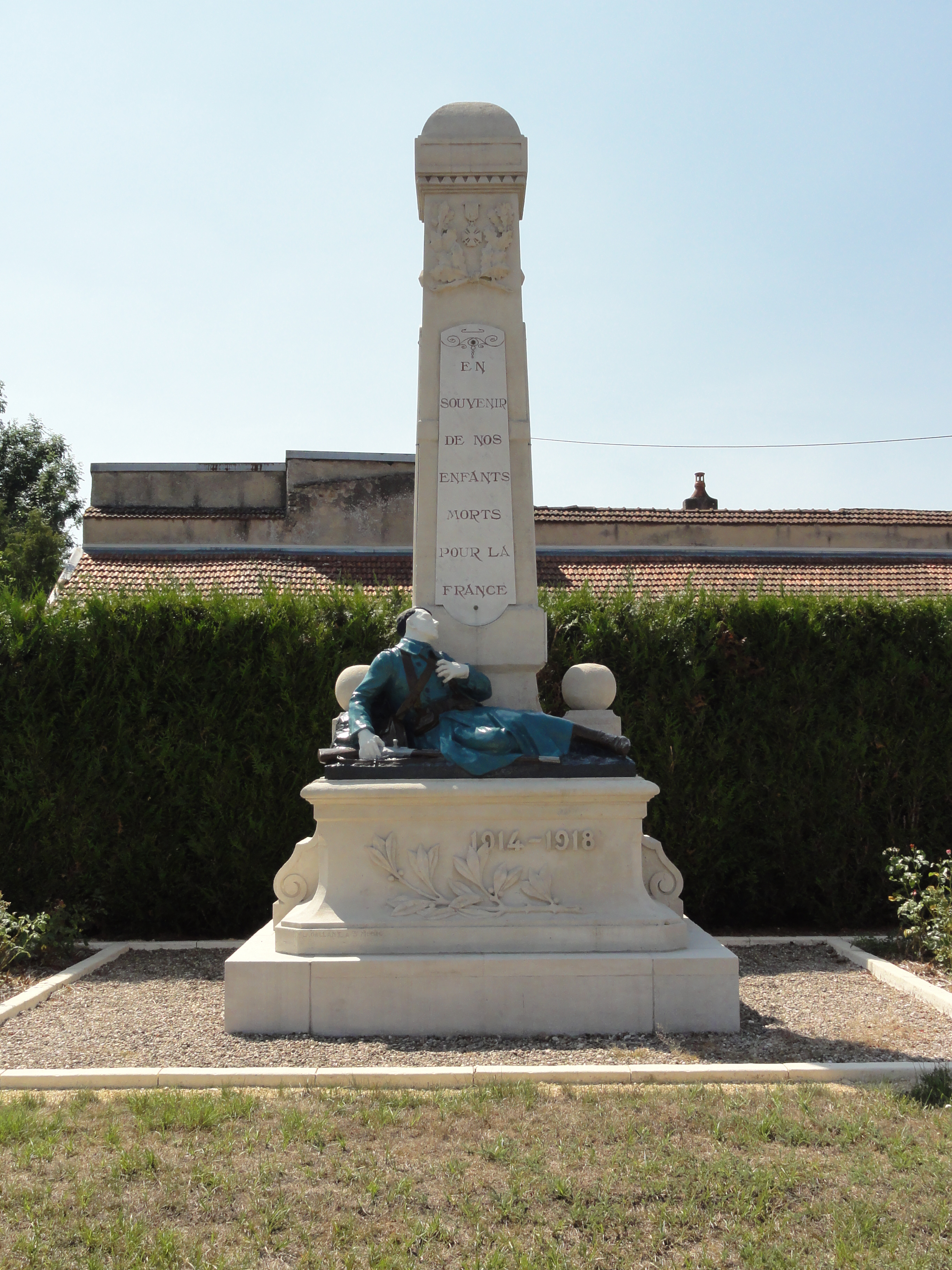
Monument aux morts communal.
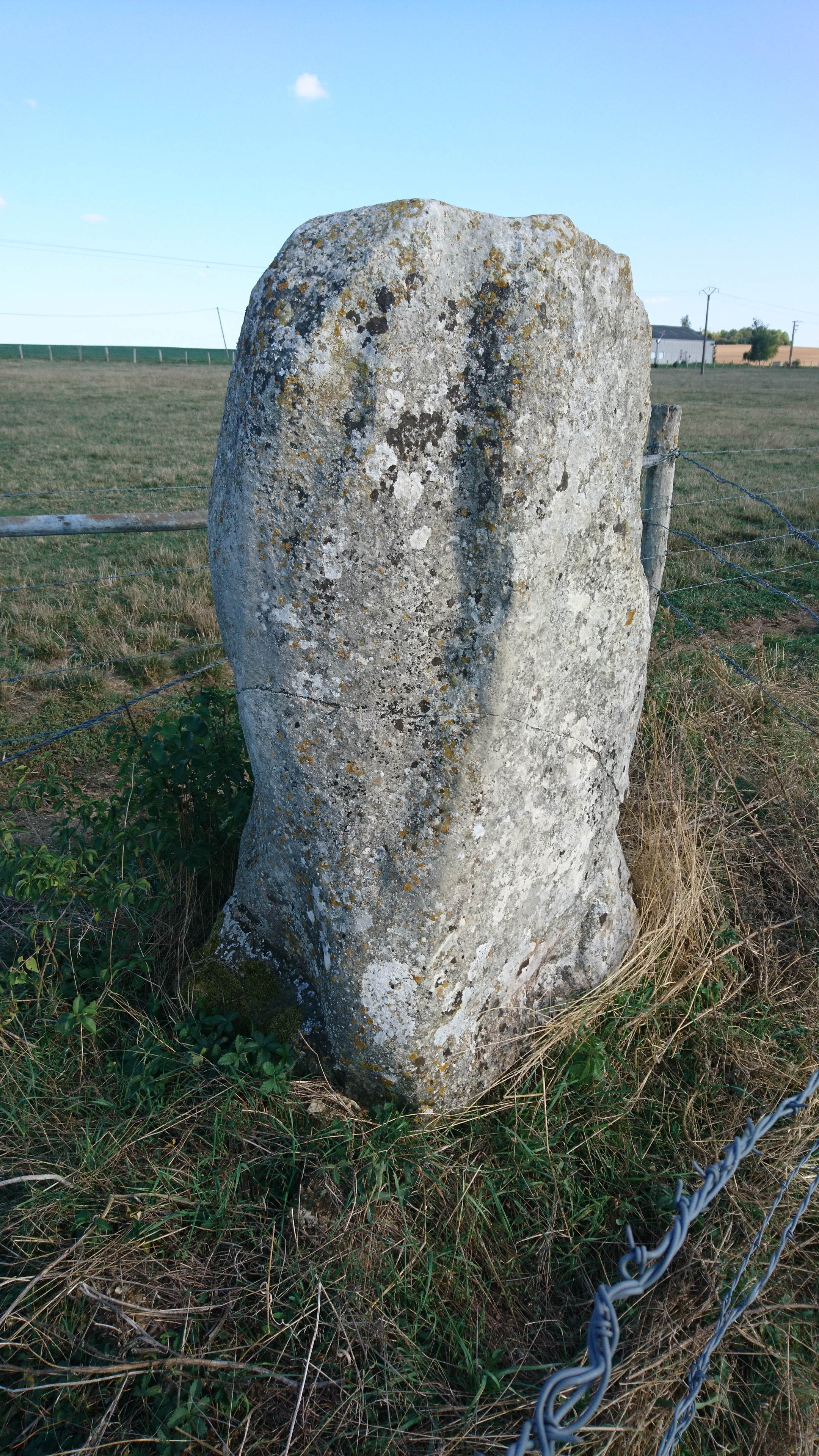
Menhir de Mécrin.

### Héraldique
| Blason de Mécrin | Blason  | D'azur à deux chaines brisées d'argent posées en bande, accompagnées en chef d'une tour d'or ouverte et ajourée du champ et en pointe d'un casque ailé d'or posé en bande. |
| Blason de Mécrin | Détails | Création de R.A. Louis avec les conseils de la commission héraldique de l'UCGL. Adopté par la commune en juin 2015.                                                        |